# Triatoma rubrovaria
Triatoma rubrovaria es un insecto heteróptero y hematófago perteneciente a la subfamilia Triatominae. Esta especie se la encuentra en todo el Uruguay, partes vecinas del noreste de Argentina y en los estados sureños de Paraná y Rio Grande do Sul en Brasil. Anteriormente se lo denominaba como T. (triatoma) rubrovaria, una especie selvática que se cree que es un vector de Trypanosoma cruzi, el agente causante de la enfermedad de Chagas.
El holotipo de Triatoma bruchi (una de sus sinonimias) se encuentra depositado en el Museo Argentino de Ciencias Naturales "Bernardino Rivadavia” (MACN), en la ciudad de Buenos Aires (Argentina).

Aspectos distintivos de Triatoma rubrovaria

## Hábitat
Se la encuentra comúnmente entre montones de rocas exfoliadas conocidas como pedregales y en diversos ambientes peridomésticos. Si bien es poco común, la ocurrencia de invasión domiciliaria y peridomiciliar de Triatoma rubrovaria se ha vuelto cada vez más importante en el estado de Rio Grande do Sul, donde se ha convertido en la especie de triatomino capturada con mayor frecuencia desde el control de T. infestans.

Hábitat de la especie Triatoma rubrovaria.